# Cleistanthus robustus
Cleistanthus robustus är en emblikaväxtart som först beskrevs av George Henry Kendrick Thwaites, och fick sitt nu gällande namn av Johannes Müller Argoviensis. Cleistanthus robustus ingår i släktet Cleistanthus och familjen emblikaväxter. IUCN kategoriserar arten globalt som akut hotad. Inga underarter finns listade i Catalogue of Life.